# JR四國1000型柴聯車
JR四國1000型柴聯車是四国旅客鐵道（JR四国）自1990年起使用於地方區間列車的單節編組柴聯車。

## 概要
為了提升四國旅客鐵道於德島、高知之未電氣化區域的區間列車服務品質，由新潟鐵工所於1990年、1997年共製造了56輛本型車（車號1001至1056）。這些列車是用來更換國鐵時代轉移過來的老舊車輛，並縮短行車時間，故安裝空調以提升旅客乘坐品質，安裝高出力引擎來提高動力性能。由於預訂運用範圍廣泛，於車體中部增設適合通勤上學大量乘客使用之雙扇門，也配有用於單人操作的各種設備。
本型車最初應用於德島和高知地區的區間列車。2006年由於引進了後繼車型1500型柴聯車，有部分車輛接受改裝以便與1500型柴聯併結運轉，改稱1200型。

## 設計

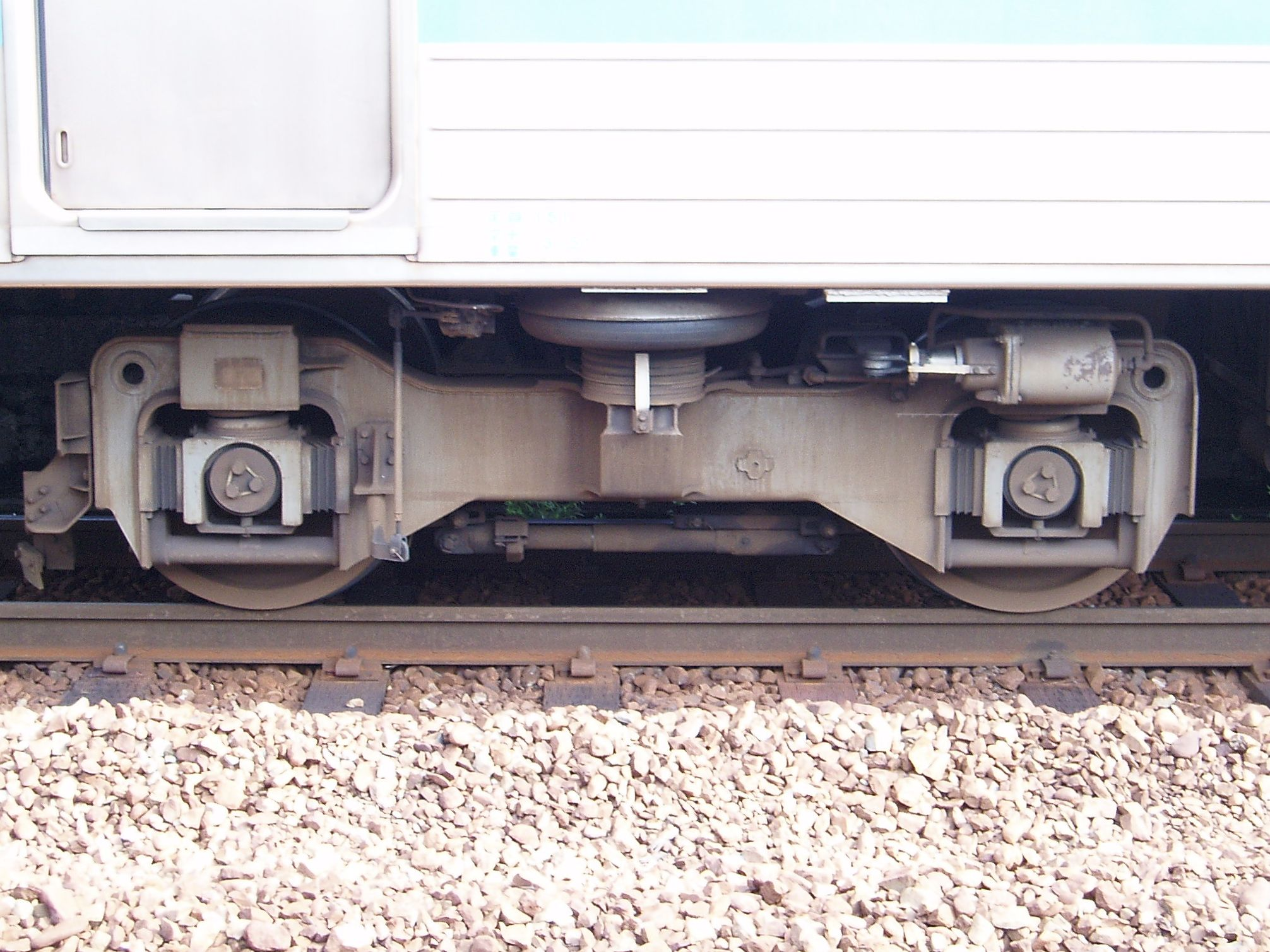
S-TR57轉向架（2008年6月）

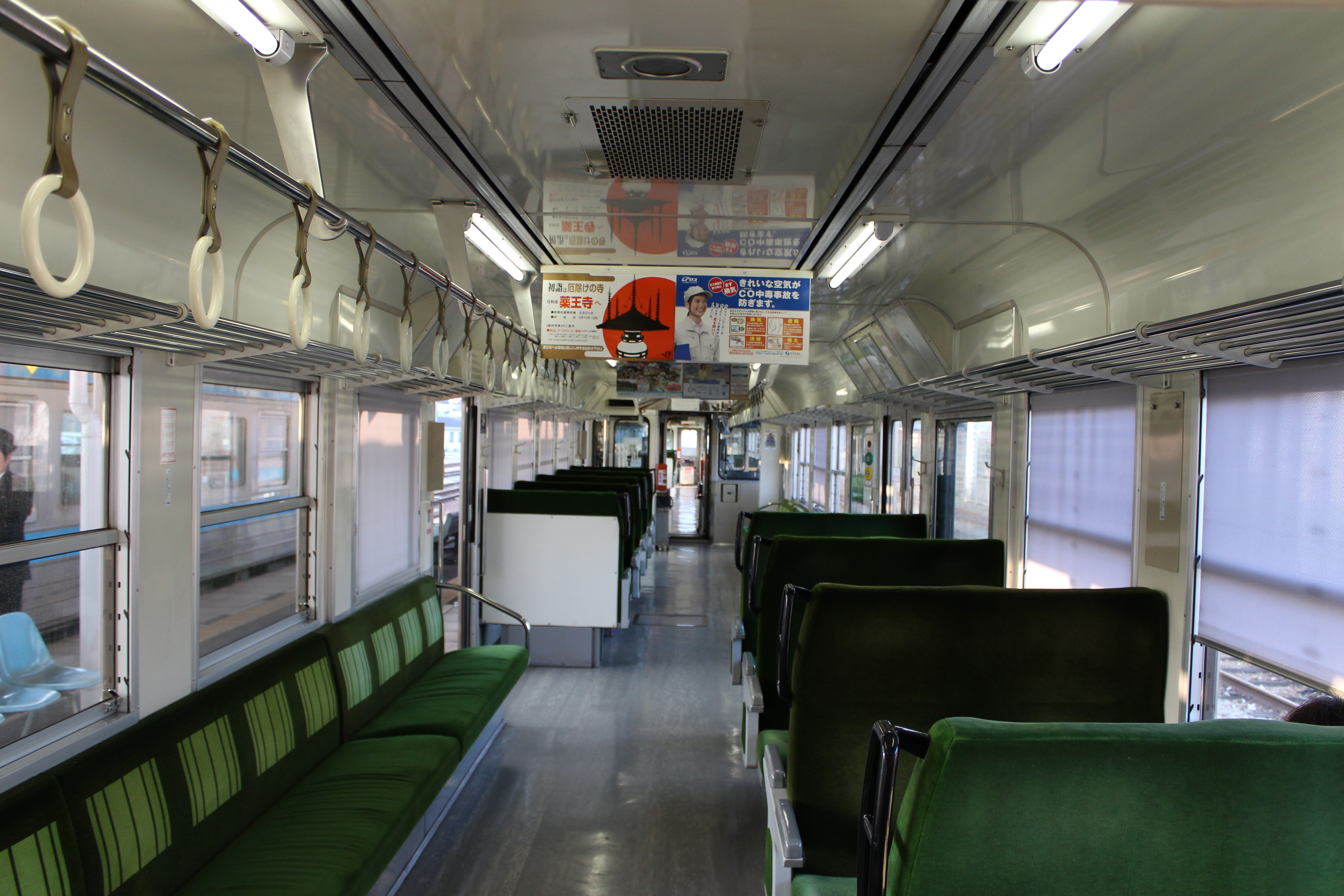
車内（2014年2月）

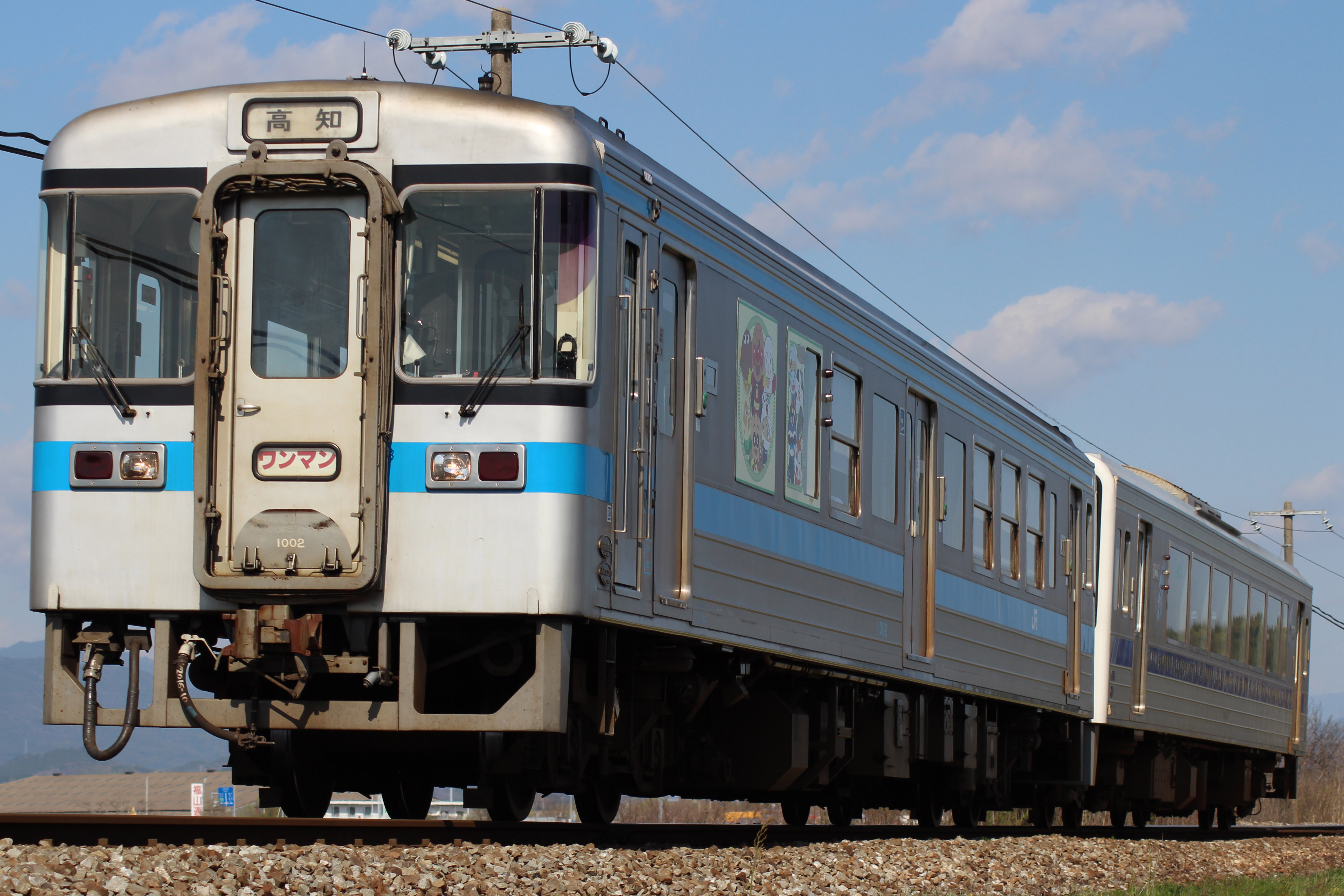
與土佐黑潮鐵道9640型車併聯運轉的JR四國1000型車（2014年3月）

車體
採用不鏽鋼結構，全長21m，兩端皆有駕駛室，可單車運行。每側設有三個車門，靠近兩端的車門為寬度850毫米的單扇門，中央車門為寬度1300毫米的雙扇門。尖峰時段所有的車門皆可運用，離峰時段的單人操作時可停開中間車門，僅由兩端車門供乘客上下車。
車窗為上下兩段式，但在容納各扇門的牆部所設的窗戶則為固定窗。車門附近的地板高度1180毫米，為無台階設計。
引擎與傳動系統
引擎與2000系柴聯車同型，為小松製作所的SA6D125-H型直列六缸柴油引擎，額定輸出為400PS/2100rpm，但改變了增壓器和燃油噴射系統的形式。液體變速機為內建逆轉機的改良型DW14，液聯一段、直聯二段，可自動切換。
由於車體輕量化搭配前述之新型傳動系統，最高速度提高到110公里/小時，於千分之二十五的上坡，均衡速度提高到52公里/小時。
軔機與轉向架
轉向架為無搖枕轉向架S-DT57型（動力轉向架）和S-TR57型（無動力轉向架），枕簧採用空氣彈簧，軸箱前後安裝螺旋彈簧軸簧和緩衝橡膠以支撐。動力轉向架的兩個車軸均為傳動軸。
為了提高反應速度和可靠性，採用電氣指令式空氣軔機，故不能與僅有傳統自動氣軔的Kiha 58系和Kiha 40系柴聯車混編。如需緊急救援，需使用配備於主要車站的D救援煞車系統。還配有引擎煞車和排氣煞車，以供下坡時減速使用。。
室内設備
設計於都會區近郊尖峰時通勤使用，以及郊區路線的營運，故採對面式橫排座椅與側邊長條座椅並存的設計。站在車身中點往兩端看去時，左側為對面布置的橫排座位，右側為長條椅。本型車從未裝置過菸灰缸。 自2001年2月開始有多輛車進行了厕所改装。之後還進行了自動門改裝。
其他設備
本型車配備了收票箱、票價顯示器和整理券發行器，以供單人操作；單人操作時，乘客由後車門上車，前車門下車。
土佐黑潮鐵道後免奈半利線使用的9640型車設計時已考慮到能與本型車併聯運轉以及直通運行。

## 運用現況
本型車配屬於德島運轉所、高知運轉所。運用於下列區間。
高松・德島地區
- 高德线：全線
- 德岛线：全線
- （牟岐線、鳴門線：僅行駛1200形）

高知地區
- 土讃線：全線
- 土佐黑潮鐵道後免奈半利線：全線

## 製造歷史
新泻運輸在1990年至1997年之间共生产了56輛1000系，分四批交付，如下所示。
| 批次 | 车号      | 製造日期 |
| ---- | --------- | -------- |
| 1    | 1001-1028 | 1990年   |
| 2    | 1029-1048 | 1992年   |
| 3    | 1049-1050 | 1995年   |
| 4    | 1051-1056 | 1997年   |

2008年，对18辆1000型車廂进行了改装，使其与新交付的1500型柴聯車相容；這些車輛被重新劃分为1200型。